# Відношення Релея
У математиці для даної комплексної ермітової матриці {\displaystyle M} і ненульового вектора {\displaystyle x} відношення Релея {\displaystyle R(M,x)} визначають так:
{\displaystyle R(M,x)={x^{*}Mx \over x^{*}x}.}
Для дійсних матриць умова ермітовості матриці зводиться до її симетричності, а ермітове спряження векторів {\displaystyle x^{*}} перетворюється на звичайне транспонування {\displaystyle x'}. Зауважте, що {\displaystyle R(M,cx)=R(M,x)} для будь-якої дійсної константи {\displaystyle c\neq 0}. Нагадаємо, що ермітова (як і симетрична дійсна) матриця має дійсні власні значення. Можна показати, що для матриці відношення Релея досягає мінімального значення {\displaystyle \lambda _{\min }} (найменше власне число матриці {\displaystyle M}) коли {\displaystyle x} дорівнює {\displaystyle v_{\min }} (відповідний власний вектор). Так само можна показати, що {\displaystyle R(M,x)\leq \lambda _{\max }} і {\displaystyle R(M,v_{\max })=\lambda _{\max }}. Відношення Релея використано в теоремі Куранта — Фішера про мінімакс для отримання всіх значень власних чисел. Використовується воно і в алгоритмах знаходження власних значень матриці для отримання наближення власного значення з наближення власного вектора. А саме, відношення є базою для ітерацій з відношенням Релея.
Множину значень відношення Релея називають числовим образом матриці.

## Окремий випадок коваріаційних матриць
Коваріаційну матрицю {\displaystyle M} для багатовимірної статистичної вибірки {\displaystyle A} (матриці спостережень) можна подати у вигляді добутку {\displaystyle A'A}. Як симетрична дійсна матриця, {\displaystyle M} має невід'ємні власні значення і ортогональні (або звідні до ортогональних) власні вектори.
По-перше, оскільки власні значення {\displaystyle \lambda _{i}} не від'ємні:
{\displaystyle Mv_{i}=A'Av_{i}=\lambda _{i}v_{i}}
{\displaystyle \Rightarrow v_{i}'A'Av_{i}=v_{i}'\lambda _{i}v_{i}}
{\displaystyle \Rightarrow \left\|Av_{i}\right\|^{2}=\lambda _{i}\left\|v_{i}\right\|^{2}}
{\displaystyle \Rightarrow \lambda _{i}={\frac {\left\|Av_{i}\right\|^{2}}{\left\|v_{i}\right\|^{2}}}\geq 0}
і, по-друге, оскільки власні вектори {\displaystyle v_{i}} ортогональні один з одним:
{\displaystyle Mv_{i}=\lambda _{i}v_{i}}
{\displaystyle \Rightarrow v_{j}'Mv_{i}=\lambda _{i}v_{j}'v_{i}}
{\displaystyle \Rightarrow (Mv_{j})'v_{i}=\lambda _{i}v_{j}'v_{i}}
{\displaystyle \Rightarrow \lambda _{j}v_{j}'v_{i}=\lambda _{i}v_{j}'v_{i}}
{\displaystyle \Rightarrow (\lambda _{j}-\lambda _{i})v_{j}'v_{i}=0}
{\displaystyle \Rightarrow v_{j}'v_{i}=0}, якщо власні значення різні; в разі однакових значень можна знайти ортогональний базис.
Тепер покажемо, що відношення Релея набуває найбільшого значення на векторі, відповідному найбільшому власному значенню. Розкладемо довільний вектор {\displaystyle x} за базисом власних векторів {\displaystyle v_{j}}:
{\displaystyle x=\sum _{i=1}^{n}\alpha _{i}v_{i}}, де {\displaystyle \alpha _{i}={\frac {x'v_{i}}{v_{i}'v_{i}}}={\frac {\langle x,v_{i}\rangle }{\left\|v_{i}\right\|^{2}}}} є проєкцією {\displaystyle x} на {\displaystyle v_{i}}
Отже, рівність
{\displaystyle R(M,x)={\frac {x'A'Ax}{x'x}}}
можна переписати так:
{\displaystyle R(M,x)={\frac {(\sum _{j=1}^{n}\alpha _{j}v_{j})'A'A(\sum _{i=1}^{n}\alpha _{i}v_{i})}{(\sum _{j=1}^{n}\alpha _{j}v_{j})'(\sum _{i=1}^{n}\alpha _{i}v_{i})}}}
Оскільки власні вектори ортогональні, остання рівність перетворюється на
{\displaystyle R(M,x)={\frac {\sum _{i=1}^{n}\alpha _{i}^{2}\lambda _{i}}{\sum _{i=1}^{n}\alpha _{i}^{2}}}=\sum _{i=1}^{n}\lambda _{i}{\frac {(x'v_{i})^{2}}{(x'x)(v_{i}'v_{i})}}}
Остання рівність показує, що відношення Релея є сумою квадратів косинусів кутів між вектором {\displaystyle x} і кожним з власних векторів {\displaystyle v_{i}}, помножених на відповідне власне значення.
Якщо вектор {\displaystyle x} максимізує {\displaystyle R(M,x)}, то всі вектори, отримані з {\displaystyle x} множенням на скаляр ({\displaystyle kx} для {\displaystyle k\neq 0}) також максимізують {\displaystyle R}. Таким чином, задачу можна звести до знаходження максимуму {\displaystyle \sum _{i=1}^{n}\alpha _{i}^{2}\lambda _{i}} за умови {\displaystyle \sum _{i=1}^{n}\alpha _{i}^{2}=1}.
Оскільки всі власні числа не від'ємні, задача зводиться до знаходження максимуму опуклої функція і можна показати, що він досягається при {\displaystyle \alpha _{1}=1} і {\displaystyle \forall i>1,\alpha _{i}=0} (власні значення впорядковані за спаданням).
Таким чином, відношення Релея досягає максимуму на власному векторі, відповідному найбільшому власному значенню.

### Той самий результат з використанням множників Лагранжа
Той самий результат можна отримати за допомогою множників Лагранжа. Задача полягає в знаходженні критичних точок функції
{\displaystyle R(M,x)=x^{T}Mx},
за сталої величини {\displaystyle \|x\|^{2}=x^{T}x=1.} Тобто, потрібно знайти критичні точки функції
{\displaystyle {\mathcal {L}}(x)=x^{T}Mx-\lambda (x^{T}x-1),}
де {\displaystyle \lambda } — множник Лагранжа.
Для стаціонарних точок функції {\displaystyle {\mathcal {L}}(x)} виконується рівність
{\displaystyle {\frac {d{\mathcal {L}}(x)}{dx}}=0}
{\displaystyle \therefore 2x^{T}M^{T}-2\lambda x^{T}=0}
{\displaystyle \therefore Mx=\lambda x}
і {\displaystyle R(M,x)={\frac {x^{T}Mx}{x^{T}x}}=\lambda {\frac {x^{T}x}{x^{T}x}}=\lambda .}
Таким чином, власні вектори {\displaystyle x_{1}\ldots x_{n}} матриці {\displaystyle M} є критичними точками відношення Релея і їхні власні значення {\displaystyle \lambda _{1}\ldots \lambda _{n}} — відповідними стаціонарними значеннями.
Ця властивість є базисом методу головних компонент і канонічної кореляції.

## Використання в теорії Штурма— Ліувілля
Теорія Штурма — Ліувілля полягає в дослідженні лінійного оператора
{\displaystyle L(y)={\frac {1}{w(x)}}\left(-{\frac {d}{dx}}\left[p(x){\frac {dy}{dx}}\right]+q(x)y\right)}
зі скалярним добутком
{\displaystyle \langle {y_{1},y_{2}}\rangle =\int _{a}^{b}w(x)y_{1}(x)y_{2}(x)\,dx},
де функції задовольняють деяким специфічним граничним умовам у точках {\displaystyle a} і {\displaystyle b}. Відношення Релея тут набуває вигляду
{\displaystyle {\frac {\langle {y,Ly}\rangle }{\langle {y,y}\rangle }}={\frac {\int _{a}^{b}{y(x)\left(-{\frac {d}{dx}}\left[p(x){\frac {dy}{dx}}\right]+q(x)y(x)\right)}dx}{\int _{a}^{b}{w(x)y(x)^{2}}dx}}.}
Іноді це відношення подають в еквівалентному вигляді, скориставшись інтегруванням частинами:
{\displaystyle {\frac {\langle {y,Ly}\rangle }{\langle {y,y}\rangle }}={\frac {\int _{a}^{b}{y(x)\left(-{\frac {d}{dx}}\left[p(x)y'(x)\right]\right)}dx+\int _{a}^{b}{q(x)y(x)^{2}}\,dx}{\int _{a}^{b}{w(x)y(x)^{2}}\,dx}}}
{\displaystyle ={\frac {-y(x)\left[p(x)y'(x)\right]|_{a}^{b}+\int _{a}^{b}{y'(x)\left[p(x)y'(x)\right]}\,dx+\int _{a}^{b}{q(x)y(x)^{2}}\,dx}{\int _{a}^{b}{w(x)y(x)^{2}}\,dx}}}
{\displaystyle ={\frac {-p(x)y(x)y'(x)|_{a}^{b}+\int _{a}^{b}\left[p(x)y'(x)^{2}+q(x)y(x)^{2}\right]\,dx}{\int _{a}^{b}{w(x)y(x)^{2}}\,dx}}.}

## Узагальнення
Для будь-якої пари {\displaystyle (A,B)} дійсних симетричних додатноозначених матриць і ненульового вектора {\displaystyle x}, узагальнене відношення Релея визначається як
{\displaystyle R(A,B;x):={\frac {x^{T}Ax}{x^{T}Bx}}.}
Узагальнене відношення Релея можна звести до відношення Релея {\displaystyle R(D,Cx)} перетворенням {\displaystyle D={C^{*}}^{-1}AC^{-1}}, де {\displaystyle C} — розклад Холецького матриці {\displaystyle B}.

## Примітка
1. ↑  також відоме під назвою відношення Релея — Ріца, названого на честь Вальтера Ріца і лорда Релея.
2. ↑  Horn, R. A. and C. A. Johnson. 1985. Matrix Analysis. Cambridge University Press. pp. 176—180.
3. ↑  Parlet B. N. The symmetric eigenvalue problem, SIAM, Classics in Applied Mathematics,1998
4. ↑  Беккенбах, 1965, §26 Минимакс-теорема Фишера.
5. ↑  Парлетт, 1983, с. 87), §4.6 Итерации с отношением Релея.
6. ↑  Вербицкий, 2000, с. 115, §4.3 Обратные итерации.
7. ↑  Геворгян.
8. ↑  Прасолов, 2008, с. 114, 2.2 Ядро и образ оператора. Факторпространство..
9. ↑  Коршунов, 2008, Введение.
10. ↑  ACTA, 2005.
11. ↑  Haberman, 1987.